# HD 30453
HD 30453 är en dubbelstjärna belägen i den mellersta delen av stjärnbilden Kusken. Den har en kombinerad skenbar magnitud av ca 5,86 och är svagt synlig för blotta ögat där ljusföroreningar ej förekommer. Baserat på parallax enligt Gaia Data Release 2 på ca 9,8 mas, beräknas den befinna sig på ett avstånd på ca 334 ljusår (ca 102 parsek) från solen. Den rör sig bort från solen med en heliocentrisk radialhastighet på ca 17 km/s.

## Egenskaper
Primärstjärnan HD 30453 A är en vit till blå stjärna i huvudserien av spektralklass A8m och är en kemiskt ovanlig stjärna av typen CP1, eller Am-stjärna. Abt och Morrell (1995) klassificerade den som Am(A7/F0/F2), vilket anger att den i dess spektrum har vätelinjer av en A7-stjärna, kalciumlinjer av en svalare F0-stjärna, och metallinjer av en F2-stjärna. Den har en radie som är ca 3,6 solradier och har ca 38 gånger solens utstrålning av energi från dess fotosfär vid en effektiv temperatur av ca 7 600 K.
HD 30453 är en dubbelsidig spektroskopisk dubbelstjärna med en i huvudsak cirkulär omloppsbana och en period på 7,05 dygn. Det har även nämnts som en potentiell variabel stjärna. En andra följeslagare med en vinkelseparation av 0,04 bågsekunder  upptäcktes 1987 med hjälp av speckleinterferometri.